# فرانك دبليو. وادزورث
فرانك دبليو. وادزورث (بالإنجليزية: Frank W. Wadsworth)‏ هو أكاديمي أمريكي، ولد في 14 يونيو 1919 في نيويورك في الولايات المتحدة، وتوفي في 9 أغسطس 2012.